# Legends Tour 2011
De Legends Tour 2011 was het twaalfde seizoen van de Legends Tour. Er stonden vijf toernooien op de kalender.

## Kalender
| Datum | Datum | Toernooi                                   | Stad                 | Winnaar         | Score | Score | Info                                   |
| ----- | ----- | ------------------------------------------ | -------------------- | --------------- | ----- | ----- | -------------------------------------- |
| 30-04 | 01-05 | Women's Senior National Invitational       | Tucson, Arizona      | Laurie Rinker   | 71    | –1    |                                        |
| 19-05 | 21-05 | Handa Cup                                  | Rye, New Hampshire   | Team USA        | 34-14 | 34-14 | Verliezer: World Team (landcompetitie) |
| 03-06 | 05-06 | Patty Sheehan & Friends Legends Tour Event | Reno, Nevada         | Christa Johnson | 139   | –5    |                                        |
| 06-08 | 07-08 | Wendy's Charity Challenge                  | Jackson, Michigan    | Lorie Kane      | 65    | –7    |                                        |
| 11-11 | 13-11 | Legends Tour Open Championship             | Palm Harbor, Florida | Michele Redman  | 142   | –2    |                                        |

| Major |  | po = winnares na play-off |

## Trivia
- Op 21 september werd er de BJ's Charity Pro-Am georganiseerd. Het was een golfwedstrijd voor Pro-Ams en een inzamelactie voor goede doelen.

2000 ·
2001 ·
2002 ·
2003 ·
2004 ·
2005 ·
2006 ·
2007 ·
2008 ·
2009 ·
2010 ·
2011 ·
2012 ·
2013 ·
2014 ·
2015